# Floating Free
Floating Free ist ein Kurz-Dokumentarfilm von Jerry Butts aus dem Jahr 1977.

## Handlung
Der Film zeigt Momente der Frisbee-Weltmeisterschaft, die 1977 in Pasadena ausgetragen wurde. Austragungsort ist das Rose Bowl Stadium. Nach Szenen der Sportart Guts folgen Aufnahmen der Frisbee-Sportart Ultimate. Zwei Spieler zeigen Freestyle Frisbee in Kombinationen, die die Zuschauer zu Beifall hinreißen. Es folgen Discdogging-Szenen, wobei Zeitlupenaufnahmen der Hunde, die nach den Frisbees springen, den Abspann unterlegen.

## Produktion
Floating Free wurde vor Ort in Pasadena gedreht. Die einzelnen Szenen sind mit Musik unterlegt, der Film hat keine Dialoge und keinen Kommentar. Er lief unter anderem im Oktober 1978 auf dem Chicago International Film Festival.

## Auszeichnungen
Floating Free wurde 1978 für einen Oscar in der Kategorie Bester Kurzfilm nominiert.